# Dichroplus vittigerum
Dichroplus vittigerum är en insektsart som först beskrevs av Blanchard 1851.  Dichroplus vittigerum ingår i släktet Dichroplus och familjen gräshoppor. Inga underarter finns listade i Catalogue of Life.